# ماسیس هامبارسومیان

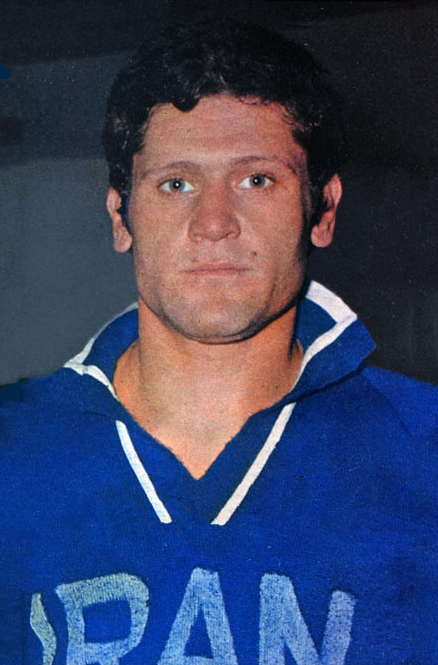

ماسیس هامبارسومیان (به ارمنی Մասիս Համբարձումեան - به انگلیسی Masis Hambarsoumian)، (زاده ۱۳۲۹ خورشیدی در جلفای اصفهان -)، ورزشکار ارمنی اهل کشور ایران در رشتهٔ ورزشی بوکس بود. وی از سال ۱۹۷۳ تا ۱۹۸۱ به مدت ۸ سال عضو تیم ملی بوکس ایران بود و توانست ۴ مدال طلای آسیایی و تورنمنت بین‌المللی، ۲ نقره و یک برنز جهانی به دست بیاورد.

## زندگی‌نامه
ماسیس هامبارسومیان در سال ۱۳۲۹ در محلهٔ جلفای نو در اصفهان متولد شد. پدرش در شرکت نفت کار می‌کرد و به همین دلیل در سن ۴ سالگی همراه خانواده‌اش به قزوین و سپس به کرمانشاه نقل مکان کرد. ماسیس هامبارسومیان دوران نوجوانی خود را در کرمانشاه گذراند و در این شهر بود که در سن ۱۴ سالگی به ورزش بوکس علاقه‌مند شد. او بدون کمترین امکانات و حتی بدون وجود مربی تمرینات خود را آغاز کرد. با وجود مخالفت پدرش با پرداختن به این ورزش، در ۱۴ سالگی در مسابقات قهرمانی کشور که در مشهد برگزار شد شرکت کرد و به عنوان قهرمانی کشور دست یافت. حضور در این رقابت‌ها سبب آشنایی او با مربیان و بوکسورهای ارمنی دیگر شد و به دنبال آن به مسابقات المپیک ارامنه ایران دعوت شد. او توانست در المپیک ارامنه ایران هم به مقام قهرمانی دست پیدا کند.
چندی بعد به سربازی اعزام شد و نتوانست در مسابقات انتخابی تیم ملی شرکت کند، با این وجود توانست با زحمت بسیار مرخصی گرفته و خود را به محل برگزاری مسابقات برساند و وارطان کشیشیان از مدیران ارشد فدراسیون بوکس را قانع کند که مسئله را با تصمیم‌گیرندگان فدراسیون در میان بگذارد. او در نهایت توانست در مراسم وزن‌کشی تیم ملی شرکت کند.
هامبارسومیان توانست وارد تیم ملی بوکس ایران شود و به دنبال آن به آماده کردن خود برای شرکت در مسابقات قهرمانی بوکس آماتوری آسیا پرداخت. او در این رقابت‌ها که در سال ۱۹۷۳ در تایلند برگزار شد در وزن ۸۱ کیلوگرم به رقابت پرداخت و توانست به مقام سوم آسیا دست پیدا کند.
هامبارسومیان به عنوان کارمند در ادارهٔ دخانیات مشغول به کار شد و در کنار شغل اداری خود، در باشگاه بوکس این اداره نیز که تیم بوکس دخانیات را مدیریت می‌کرد به فعالیت ورزشی پرداخت.
ماسیس هامبارسومیان از سال ۱۹۷۳ به عضو ثابت تیم ملی بوکس ایران تبدیل شد و تا سال ۱۹۸۰ (یک سال پس از انقلاب) که ورزش بوکس در ایران ممنوع اعلام شد عضو تیم ملی بود. او به ناچار دست از مسابقات حرفه‌ای کشید، اما برای مدتی به عنوان مربی به تمرین دادن ورزشکاران ارمنی پرداخت. با این وجود پس از مدتی به دلیل مشکلات مالی و از دست دادن کار به استرالیا رفت. او در آنجا با یک والیبالیست اهل ایران ازدواج کرد و صاحب دو فرزند پسر و دختر شد و اقامت آن کشور را دریافت کرد. با این وجود سطح ورزش بوکس در استرالیا پایین بود و به دلیل نبود حریف تمرینی مناسب از این ورزش کناره‌گیری کرد. اگرچه سال‌ها بعد ممنوعیت ورزش بوکس بار دیگر در ایران لغو شد، اما وی در آن زمان ۳۲ ساله بود و دیگر دوران طلایی خود را پشت سر گذاشته‌بود.
هامبارسومیان در سال ۱۳۹۳ به ایران سفر کرد و با روزنامهٔ آلیک مصاحبه‌ای انجام داد.

## تجربهٔ نژادپرستی در ترکیه
ماسیس هامبارسومیان در سال ۱۹۷۵ در رقابت‌های بین‌المللی بوکس ترکیه شرکت کرد. او توانست به فینال این رقابت‌ها راه بیابد و در برابر بوکسور اهل ترکیه قرار بگیرد. با این وجود زمانی که نام او از بلندگوی سالن اعلام شد، تماشاگران نژادپرست و ملی‌گرایان افراطی ترکیه‌ای به هو کردن نام ارمنی او پرداختند. علیرغم این مسئله هامبارسومیان توانست حریف را در راند سوم ناک‌اوت کرده و به عنوان قهرمانی دست بیابد.

## کارنامه ورزشی
- مسابقات قهرمانی کشور، (۱۳۴۹–۱۳۵۰) - مقام سوم
- مسابقات قهرمانی کشور، (۱۳۵۱–۱۳۵۲) - مقام سوم
- قهرمانی آسیا (بانکوک- تایلند) - ۱۹۷۳ برنز
- بازیهای آسیایی ۱۹۷۴ تهران - ۱۹۷۴ طلا
- تورنمنت بین‌المللی به نام RCD - (ترکیه) - ۱۹۷۴ طلا
- قهرمانی آسیا، (جاکارتا - اندونزی) - ۱۹۷۷ نقره
- تورنمنت بین‌المللی به نام RCD - (ترکیه) - ۱۹۷۷ طلا
- قهرمانی آسیا، (بمبئی - هندوستان) - ۱۹۸۰ برنز